# William J. Reynolds
Pour les articles homonymes, voir William Reynolds et Reynolds.
William J. Reynolds, né le 17 décembre 1956 à Omaha, au Nebraska (États-Unis), est un écrivain américain, auteur de roman policier.

## Biographie
Il fait des études à l'université Creighton, d'où il sort avec un diplôme en sciences politiques en 1979. 
En 1984, il commence une série consacrée à Nebraska, un ancien soldat au Vietnam et ex-vigile devenu détective privé à Omaha.

## Œuvre

### Romans

#### SérieNebraska
- The Nebraska Quotient (1984) Publié en français sous le titre Puzzle, Paris, Éditions Gérard de Villiers, coll. « Polar U.S.A. » no 46 (1990)  (ISBN 2-7386-0136-7)
- Moving Targets (1986)
- Money Trouble (1988) Publié en français sous le titre Toutes ces petites coïncidences, Paris, Éditions Gérard de Villiers, coll. « Polar U.S.A. » no 49 (1990)  (ISBN 2-7386-0153-7)
- Things Invisible (1989)
- The Naked Eye (1991)
- Drive-By (1995)

### Nouvelles

#### SérieNebraska
- The Two-Ninety-Nine Alibi (1986)
- Guilt Enough to Go Around (1986)
- The Lost Boys (1994)

#### Autres nouvelles
- Hit and Run (1987) Publié en français sous le titre Autodestruction, dans le recueil Histoires de derniers heurts, Paris, LGF, coll. « Le Livre de poche » no 13587 (1994)  (ISBN 2-253-13587-9)
- Blindsided (1991) Publié en français sous le titre Dans l'angle mort, dans le recueil La Griffe du chat, Paris, Éditions Joëlle Losfeld, coll. « Anthologie », (1994)  (ISBN 2-909906-21-3) ; réédition Payot & Rivages, coll. « Rivages/Mystère » no 28 (1998)  (ISBN 2-743-60320-8)
- QWERTY (1991)
- Ruby, Ruby (1991)
- Cat and Canary (1993)
- An Afternoon in the Country (1997)

## Sources
: document utilisé comme source pour la rédaction de cet article.
- Claude Mesplède (dir.), Dictionnaire des littératures policières, vol. 2 : J - Z, Nantes, Joseph K, coll. « Temps noir », 2007, 1086 p. (ISBN 978-2-910-68645-1, OCLC 315873361), p. 646.